# Junotempel in Agrigent (Gemälde)
Junotempel in Agrigent ist ein um 1828 bis 1830 datiertes Gemälde von Caspar David Friedrich. Das Bild in Öl auf Leinwand im Format 54 cm × 72 cm befindet sich im Museum für Kunst und Kulturgeschichte Dortmund.

## Bildbeschreibung
Das Gemälde zeigt in zentralperspektivischer Darstellung eine antike Tempelruine auf einem Felsen in bergigem Gelände mit spärlicher Vegetation. Im Hintergrund ist das Meer zu sehen. Am Horizont steht die untergehende Sonne über einer dunstig-grauen Wolkenbank, das Sonnenlicht spiegelt sich an der Wasseroberfläche. Vom Bauwerk sind die meisten der Säulen erhalten, vereinzelt als Säulenstumpf. An der nördlichen Längsseite und an der Südostecke tragen die Säulen ihre Kapitelle und einen Architrav. Der Innenraum liegt voller Trümmer, einige erhaltene Mauerreste sind zu sehen. Der Tempel steht im Gegenlicht in einer hellen südlichen Landschaft, zeigt aber in einer oliv-braunen Tönung jedes Oberflächendetail. Links neben den Säulen befindet sich die Vorzeichnung eines nicht ausgeführten Baumes.

## Bauwerk

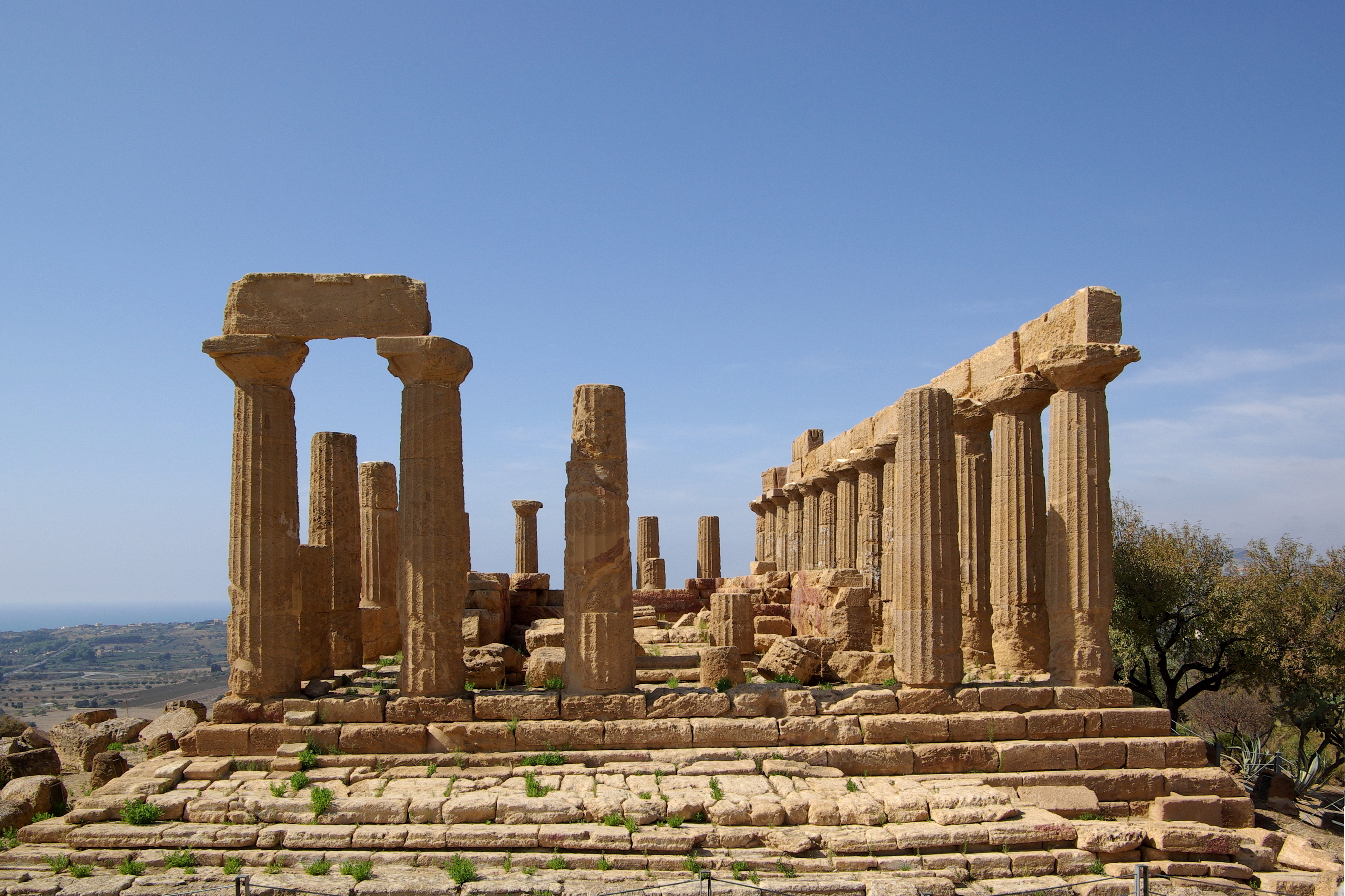
Heratempel in Agrigent

Bei dem im Bild dargestellten antiken Bauwerk griechischen Ursprungs handelt es sich um den Heratempel, auch Tempel der Hera Lakinia (oder Iuno Lacinia), in den archäologischen Stätten südlich des heutigen Stadtkerns von Agrigent auf Sizilien. Der Heratempel, an der Südostecke eines Hochplateaus gelegen, steht in einer Reihe von mehreren Tempelanlagen. Der Bau wurde etwa 460 bis 450 v. Chr. als dorischer Peripteros mit 6 × 13 Säulen errichtet und erhebt sich auf einem vierstufigen Unterbau. Die Karthager brannten den Heratempel Tempel ca. 406 v. Chr. nieder, die Römer setzten ihn im ersten Jahrhundert v. Chr. instand. Die Säulen des später zerstörten Tempels wurden bereits im 18. Jahrhundert wieder aufgerichtet. Der heutige Zustand entspricht in etwa dem im Gemälde dargestellten. Ab Mitte des 18. Jahrhunderts waren die Tempelanlagen von Agrigent für viele an der antiken Kultur Interessierte ein fester Bestandteil der Grand Tour in Süditalien. Auch Jacob Philipp Hackert und Johann Wolfgang von Goethe besuchten auf ihren Italienreisen den Heratempel in Agrigent.

„Die gegenwärtige Ansicht des Junotempels ist so mahlerisch, als man sie sich wünschen kann.“

## Bilddeutung
Dem Junotempel in Agrigent wird in der Friedrich-Rezeption vergleichsweise wenig Beachtung geschenkt. Da der Maler nie nach Italien gereist ist und auch gegen die Italien-Euphorie seiner Künstlerkollegen polemisierte, kann man dieses Bild den gängigen Deutungsmustern zu seinem Werk schwer zuordnen. Mit Friedrichs Favorisierung der Gotik ging eine Ablehnung der im Klassizismus idealisierten Architektur der Antike einher. Hier setzt auch Helmut Börsch-Supan mit seiner Interpretation an. Demnach versinnbildliche der Tempel in der kahlen Umgebung das Symbol des Abgestorbenseins der antiken heidnischen Religion. Eine ähnliche Auseinandersetzung mit heidnischen Religionen wird dem Maler bei den Hünengrab-Motiven unterstellt. Jens Christian Jensen vermutet, Friedrich wolle den Nachweis erbringen, dass ein Maler ein tiefgründiges Italienmotiv entstehen lassen kann, ohne je in Italien gewesen zu sein.

### Bild- und Textvorlagen

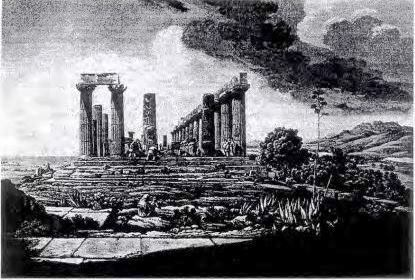
Carl Ludwig Frommel: Tempel von Agrigent, vor 1780

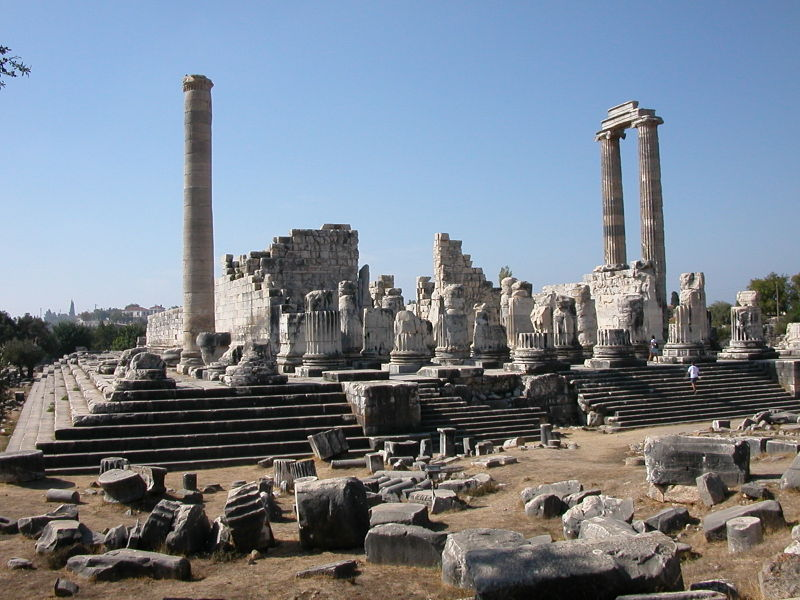
Apollontempel von Didyma

Nach Paul Ortwin Rave gibt es für das Gemälde eine Bildvorlage. Dies sei eine Aquatintaradierung von Franz Hegi gewesen, gefertigt nach einem Aquarell von Carl Ludwig Frommel. Hegi setzte 1822 bis 1826 den Voyage pittoresque en Sicile für den Pariser Verleger Jean Frédérik Ostervald in Aquatinten um. Die aquarellierten Abbildungen entstanden vor 1780.
Friedrich hat die Bilddetails gegenüber der Vorlage verändert. Staffage, Aloestauden im Vordergrund und Olivenbäume rechts im Mittelgrund sind weggelassen. Links wurden antike Trümmer in Felsen des Elbsandsteingebirges umgedeutet. Die Gebirgszüge folgen einer anderen Form. Statt einer frontalen taghellen Ausleuchtung der Tempelruine, steht diese im Gegenlicht der untergehenden Sonne. Eingesetzte Bäume und Sträucher ähneln der mitteleuropäischen Flora anderer Friedrich-Gemälde. Der Maler war offenbar nicht am südlichen Charakter der Naturumgebung der Ruine interessiert.
Bei diesen vorgenommenen Änderungen kann man davon ausgehen, dass Friedrich ein Bild nach Christian Cay Lorenz Hirschfelds Wirkungsästhetik gearbeitet hat. In dem Kapitel Von Tempeln, Grotten, Einsiedeleyen, Capellen und Ruinen der Theorie der Gartenkunst ist ein Referenztext zu finden.

„Welche Empfindungen von Wehmuth, von Melancholie und Trauer bemächtigten sich nicht zuweilen der reisenden Bewunderer des Alterthums, wenn sie, in den ehemals prächtig bebauten Gegenden Griechenlands, Schlafstellen der Hirten und Höhlen der wilden Thiere zwischen den Überbleibseln der Tempel fanden! Chandler beschreibt einen solchen feyerlichen Auftritt, als er die Ruinen von dem Tempel des Apollo zu Ura, nicht weit von Miletus, sah. Die Säulen waren noch so ungemein schön, die Marmormasse so groß und edel, daß es vielleicht unmöglich ist, sich mehr Schönheit und Majestät in Trümmern zu denken [...] Die ganze Masse ward mit einer Mannigfaltigkeit reicher Tinten von der untergehenden Sonne erleuchtet, und warf einen sehr starken Schatten. Das Meer in der Ferne war eben und glänzend, und von einer bergichten Küste mit felsichten Inseln begränzt. – Allein wir dürfen Zufälligkeiten bey den Ruinen nicht so weit her suchen [...] eine Verwilderung in Gras, Moos, Efeu und andere rankende Gewächse, eine Unterbrechung mit dickem Gesträuch, eine Verschließung mit ungestalteten Bäumen das natürliche der Ruinen vermehren können.“

Bei dem „Tempel des Apollo zu Ura“ im Buch Reisen in Kleinasien des englischen Archäologen Richard Chandler ist der hellenistische Apollontempel in Didyma (heute Didim in der Türkei) gemeint, ein antikes Heiligtum im Westen Kleinasiens mit einer bedeutenden Orakelstätte des Gottes Apollon.

### Klassizismus und Romantik
Die Transformation des Frommel-Bildes durch Friedrich erzählt auch etwas über den Gegensatz von Klassik und Romantik, von klassizistischer und christlich-romantischer Auffassung. Als das Aquarell in den 1770er Jahren entstand, wurden die Ruinen in Agrigent als Objekte einer im Aufbruch befindlichen archäologischen Forschung entdeckt. Die Maler waren Partner der Wissenschaft vor Ort und bestrebt, dem Publikum in Deutschland so viel wie möglich an Wissen über Bauwerke, Landschaft, Vegetation, Viehzucht und die Bewohner der Gegend mitzuteilen. Für das christliche Publikum galt es auch, Zeugnis von den baulichen Spuren antiker Religionen und antikem Mythenglaube zu geben. In der Romantik sollen Tempel und Landschaft neben der historischen Information, die hier in den Hintergrund tritt, auf die Seele des Beschauers wirken. Die Silhouette des Tempels im Sonnenuntergang wurde wichtiger als der Tempel selbst. Friedrichs hermeneutisches Bild bemüht sich nicht um die Genauigkeit der historischen und topografischen Details, es lädt ein zu Interpretationen.

### Maltechnik
Obwohl das Tempelbauwerk dunkel im Gegenlicht des Sonnenuntergangs kontrastiert wird, besitzen die Gemälde-Details in der Nahsicht zeichnerischen Charakter. Jeder Grashalm bekommt seinen wohl kalkulierten Platz. Friedrich entwickelte aus der Sepiatechnik ein Verfahren, das auch bei dunklen Lasuren ein Durchscheinen bis auf den Bildgrund ermöglicht. Dabei werden die Einzelheiten auf heller Grundierung erst mit Bleistift vorgezeichnet und dann mit Rohrfeder verstärkt. Mit mehreren dünnen Lasurschichten in Tonabstufungen erfolgt dann die malerische Ausführung. So entsteht aus der Entfernung und in geringer Distanz ein unterschiedliches Seherlebnis.

### Friedrich und Italien

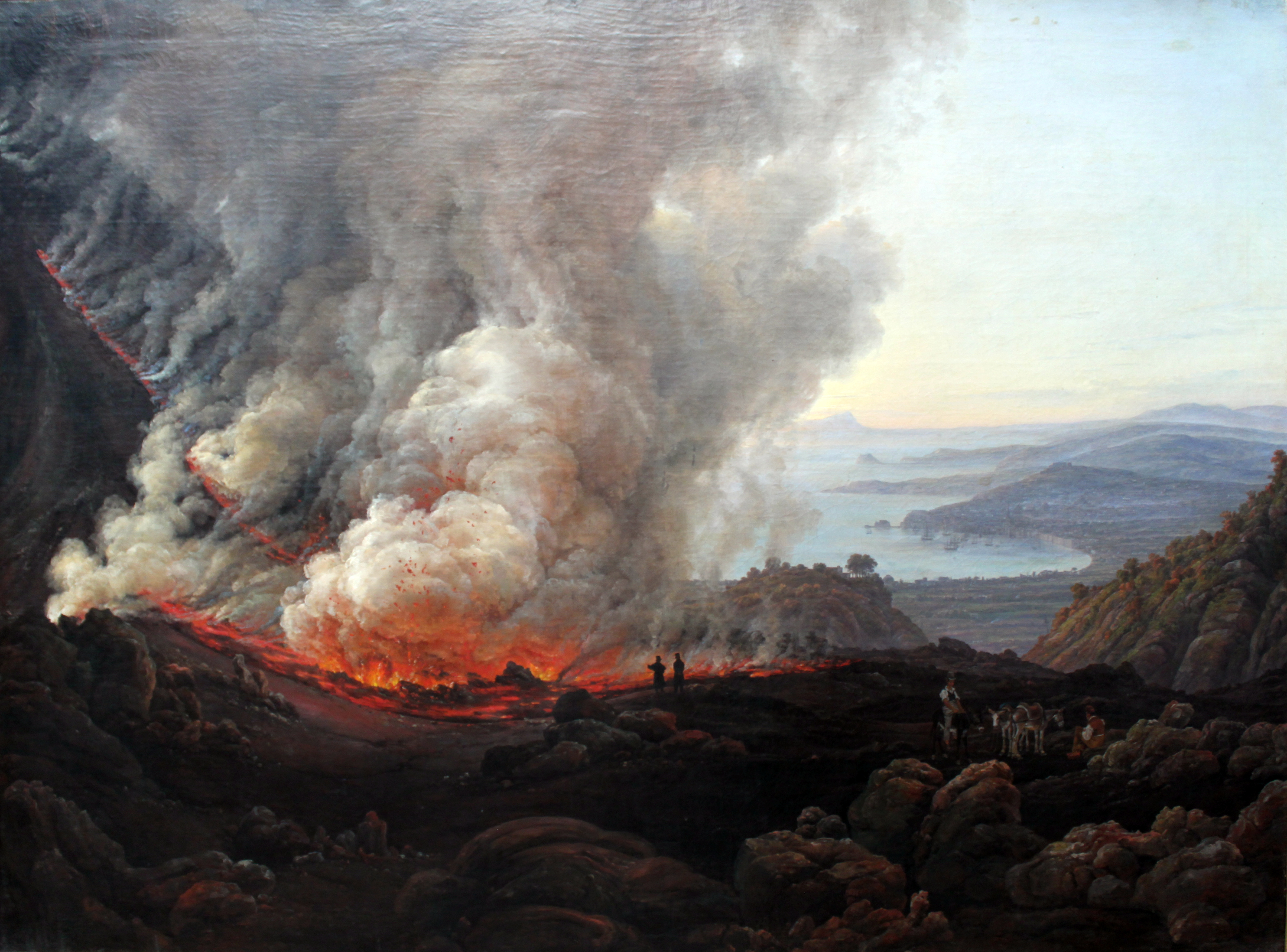
Johan Christian Clausen Dahl: Ausbruch des Vesuv im Dezember, 1824

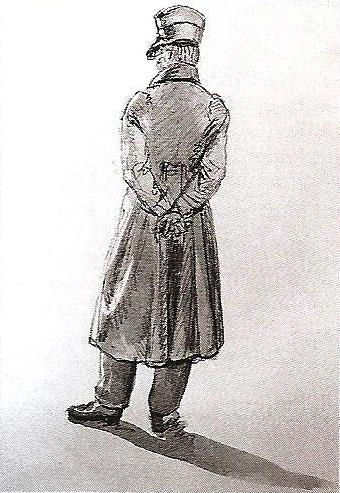
Johan Christian Clausen Dahl: Prof. Friedrichs Figur, Zeichnung (Ausschnitt), 1824

Zur Entstehungszeit des Junotempels in Agrigent um 1830 polemisierte Friedrich gegen die Italieneuphorie seiner Malerkollegen und meinte, dass ihrer Kunst der Aufenthalt im Süden nicht gut tun würde. Indirekt verteidigte er damit seine Arbeit an einem Sizilien-Motiv aus der Ferne.

„Der Schöpfer dieser drei Bilder muß wohl durch gefärbtes Glas gesehen haben […] Vielleicht könnte er da auf den gefährlichen Einfall kommen, auch einmal ohne Brille zu malen, wo ihm dann die Gegenstände erscheinen würden wie anderen ehrlichen Leuten, so nicht in Rom gewesen und Gesunde Augen haben […]“

„Wäre X [Ernst Ferdinand Oehme] nicht nach Rom gereist, er wäre vielleicht weiter in der Kunst. Seit er von da zurück ist, hat er sich sehr gebessert. Er huldigte in Rom auch der Mode und war Anhänger von [Joseph Anton] Koch, nicht Schüler der Natur mehr.“

„Denen Herren Kunstrichtern genügen unsere teutsche Sonne, Mond und Sterne, unsere Felsen, Bäume und Kräuter, unsere Ebenen, Seen und Flüsse nicht mehr. Italienisch muß alles sein, um Anspruch auf Größe und Schönheit machen können.“

Über Friedrichs Ablehnung der künstlerischen Italienreise gibt es nur Spekulationen, auch den zwiespältigen Vorwurf der Deutschtümelei. Wirtschaftliche Gründe können für den Reiseverzicht nicht maßgeblich gewesen sein, denn er erhielt Einladungen, etwa 1816 von seinem Malerfreund Frederik Christian Lund, die er nicht annahm.

„Dank für die freundliche Einladung nach Rom zu kommen, aber ich gestehe frei daß mein Sinn nie dahin getrachtet. Aber jetzt da ich einige Zeichenbücher des H[errn] Farber durchblättert bin ich fast anderen Sinnes worden. Ich kann es mir jetzt recht schön denken nach Rom zu reisen und dort zu leben. Aber den Gedanken von da wieder zurück nach Norden könnte ich nicht ohne Schaudern zu denken; daß hieße nach meiner Vorstellung so viel: als sich selbst lebendig begraben. Stille zu stehen lasse ich mir gefallen, ohne Murren, wenn das Schicksall es so will; aber rückwärts Gehen ist meiner Natur zuwider dagegen empört sich mein ganzes Wesen.“

Im Urteil von Jens Christian Jensen hielt der Maler seinen Lebenskreis bewusst eng, so wie er die Gegenstände auf seinen Bildern rigoros beschränkte.
Johan Christian Clausen Dahl nimmt seinen Malerfreund Friedrich auf einem Bild mit nach Neapel. In dem 1824 entstandenen Gemälde Ausbruch des Vesuvs ist eine Rückenfigur am Rand des Vulkans mit Hilfe der Zeichnung Prof. Friedrichs Figur als Caspar David Friedrich zu identifizieren.

## Deutsche Künstler in Italien

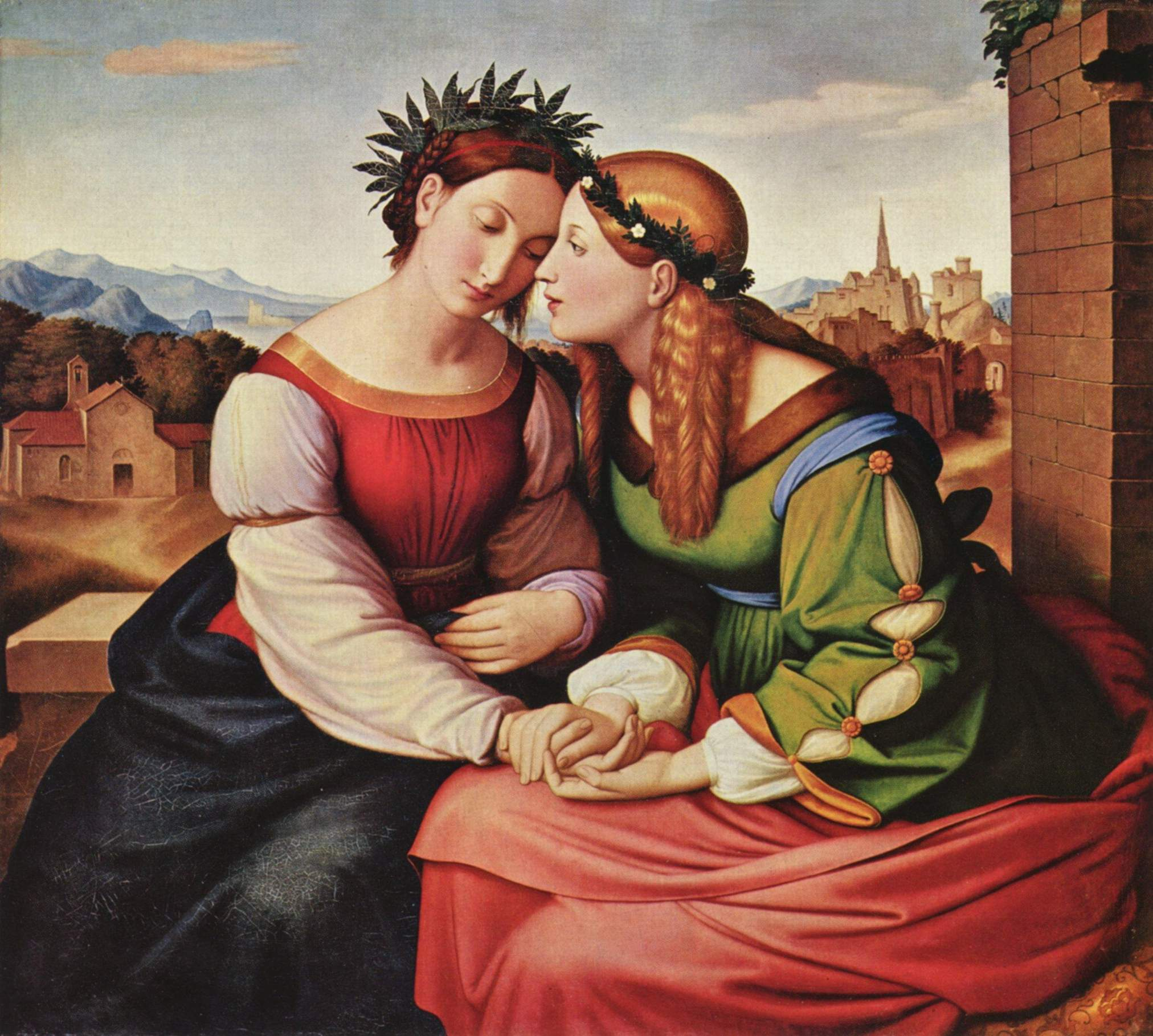
Friedrich Overbeck: Italia und Germania, 1828

Die seit Mitte des 18. Jahrhunderts anhaltende Italienbegeisterung hatte zum Entstehungszeitpunkt des Junotempels in Agrigent einen Höhepunkt erreicht. Friedrich Wilhelm IV. bereiste im Herbst 1828 Italien. Zu Ehren des preußischen Kronprinzen wurde im römischen Palazzo Caffarelli eine Ausstellung der von ihm geförderten Künstlergruppe der Nazarener, deren Kunstauffassung Friedrich scharf ablehnte, eröffnet. Erstmals zeigte dort Friedrich Overbeck sein allegorisches Gemälde Italia und Germania. Friedrich war in seiner skeptischen Haltung zur Kunstproduktion deutscher Künstler im Süden nicht allein. Die neu aufkommende öffentliche Kunstkritik in Deutschland entdeckte in der wenig innovativen Malerei der Nazarener großes Auseinandersetzungspotenzial. Die deutschstämmigen Künstler Roms waren jedoch der Meinung, über Kunst könne nur der Künstler selber urteilen. In der Streitschrift Drei Schreiben aus Rom gegen Kunstschreiberei in Deutschland wehrten sich u. a. Johann Christian Reinhart, Bertel Thorvaldsen, Philipp Veit und Joseph Anton Koch gegen Kunstkritik aus der Heimat. In der Tat zeigten viele nach Italien reisende Künstler eine verhängnisvolle Tendenz. Je deutlicher sie sich bemühten, das Italien-Erlebnis in Bildern festzuhalten, umso inhaltsleerer wurde deren Aussage. Die künstlerische Entwicklung von Ludwig Richter kann als ein prominentes Beispiel gelten.

## Zuschreibung und Provenienz
Hermann Beenken publizierte den Junotempel in Agrigent 1943 zunächst als Werk von Friedrich, wies es dann jedoch Carl Gustav Carus zu. Für Helmut Börsch-Supan ist das Gemälde im Spätwerk von Carus undenkbar, aber aufgrund des Stils und gedanklichen Gehaltes mühelos dem Œuvre Friedrichs zuzuordnen. Zwischenzeitlich soll das Bild im Besitz des F. A. Brockhaus Verlages in Leipzig gewesen sein. Das Museum für Kunst und Kulturgeschichte der Stadt Dortmund erwarb das Gemälde 1951 aus dem Kölner Kunsthandel.

## Einordnung in das Gesamtwerk

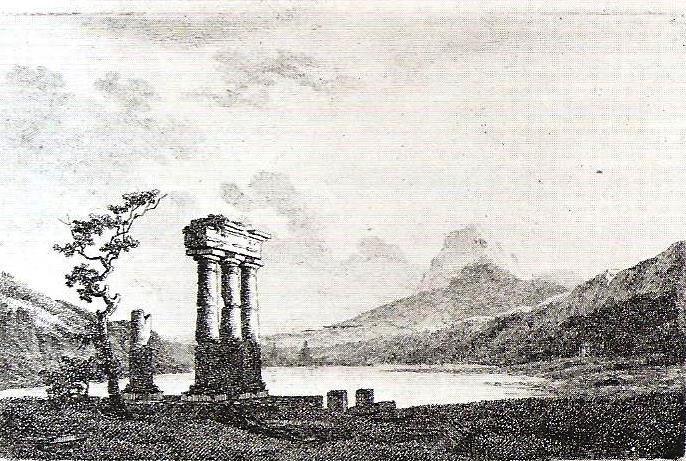
Caspar David Friedrich: Landschaft mit Tempelruine, um 1803

Das Motiv des antiken Tempels ist zwar in Friedrichs Gesamtwerk selten, aber kein isoliertes Ereignis. Bereits um 1803 entstand die Radierung Landschaft mit Tempelruine. Mit diesem Vorlauf gilt die Erklärung des Junotempels in Agrigent aus der Situation des Malers um 1830 als nicht zwingend. Die Radierung kann bereits nach Hirschfelds Theorie der Gartenkunst entstanden sein.

### Die Fernmotive
Neben dem Junotempel in Agrigent schuf Friedrich mit dem Watzmann und dem Eismeer zwei weitere Gemälde, deren Motive er in der Natur – Alpen und Nordmeer – nicht kennen lernte. Die drei Bilder entstanden bei eng gefasster Datierung in einem biografischen Fenster zwischen 1824 und 1828, in dem ein motivischer Wandel im Werk zu registrieren ist. Zwar war der Maler immer ein Meister der Kompilation und Konstruktion, doch in dieser Serie erreicht er noch einmal eine Steigerung der Landschaftsmalerei über den Naturalismus bloßer Naturbeobachtung hinaus zu visionären Bilderfindungen. Auch bricht er völlig mit der staffageorientierten Darstellungsweise und zeigt Bildräume mit absichtsvoller Leere. Die Botschaft der beeindruckenden Bilder ist verschlüsselt und erreicht eine dementsprechende Deutungsbreite. Für die Italienfahrer unter seinen Künstlerkollegen blieb Friedrich nur rätselhaft.

„Caspar David Friedrich fesselt uns an einen abstrakten Gedanken, gebraucht die Naturformen nur allegorisch, als Zeichen und Hieroglyphen, sie sollen das und das bedeuten: in der Natur spricht sich aber jedes Ding für sich selbst aus, ihr Geist, ihre Sprache liegt in jeder Form und Farbe.“

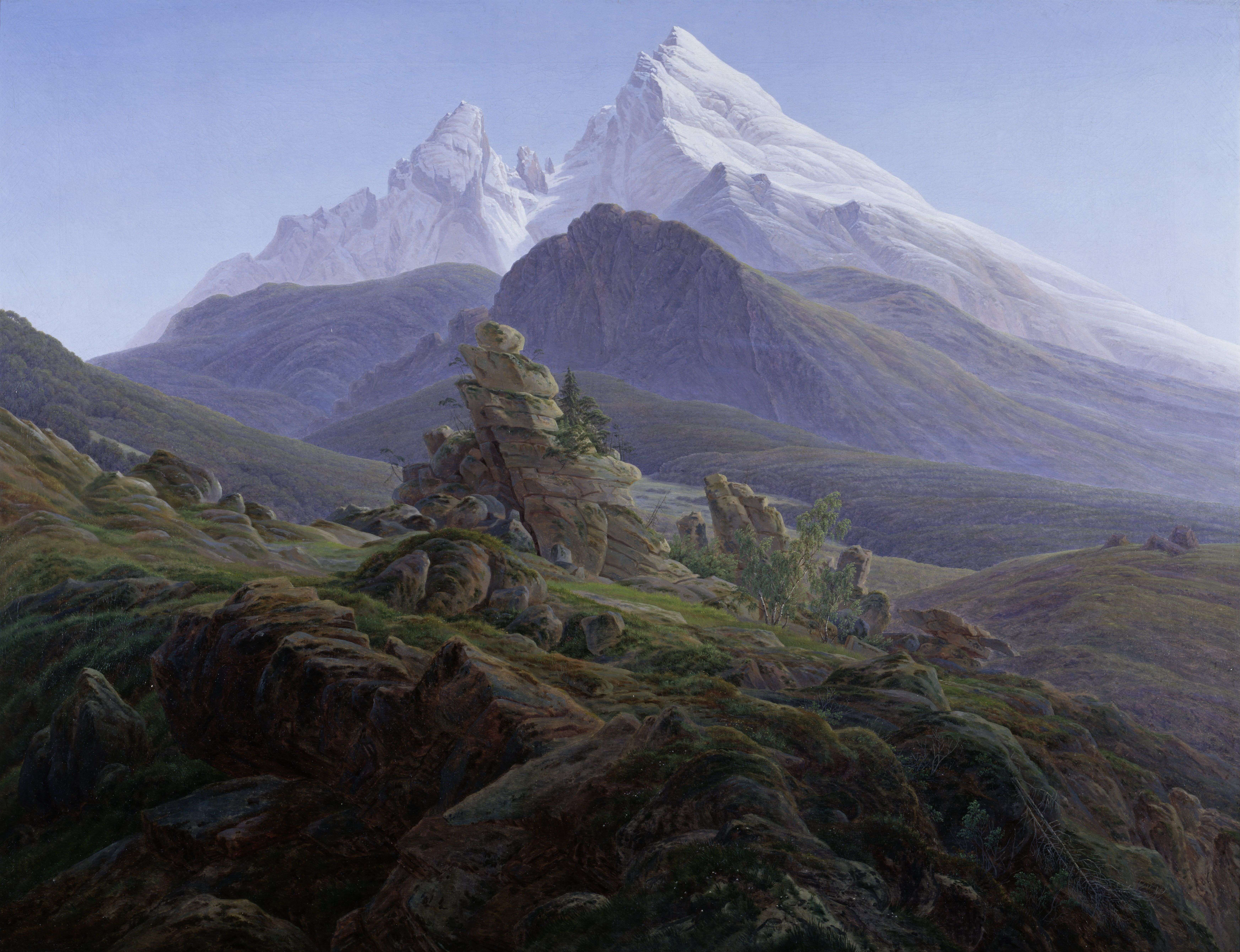
Caspar David Friedrich: Der Watzmann, 1824/25
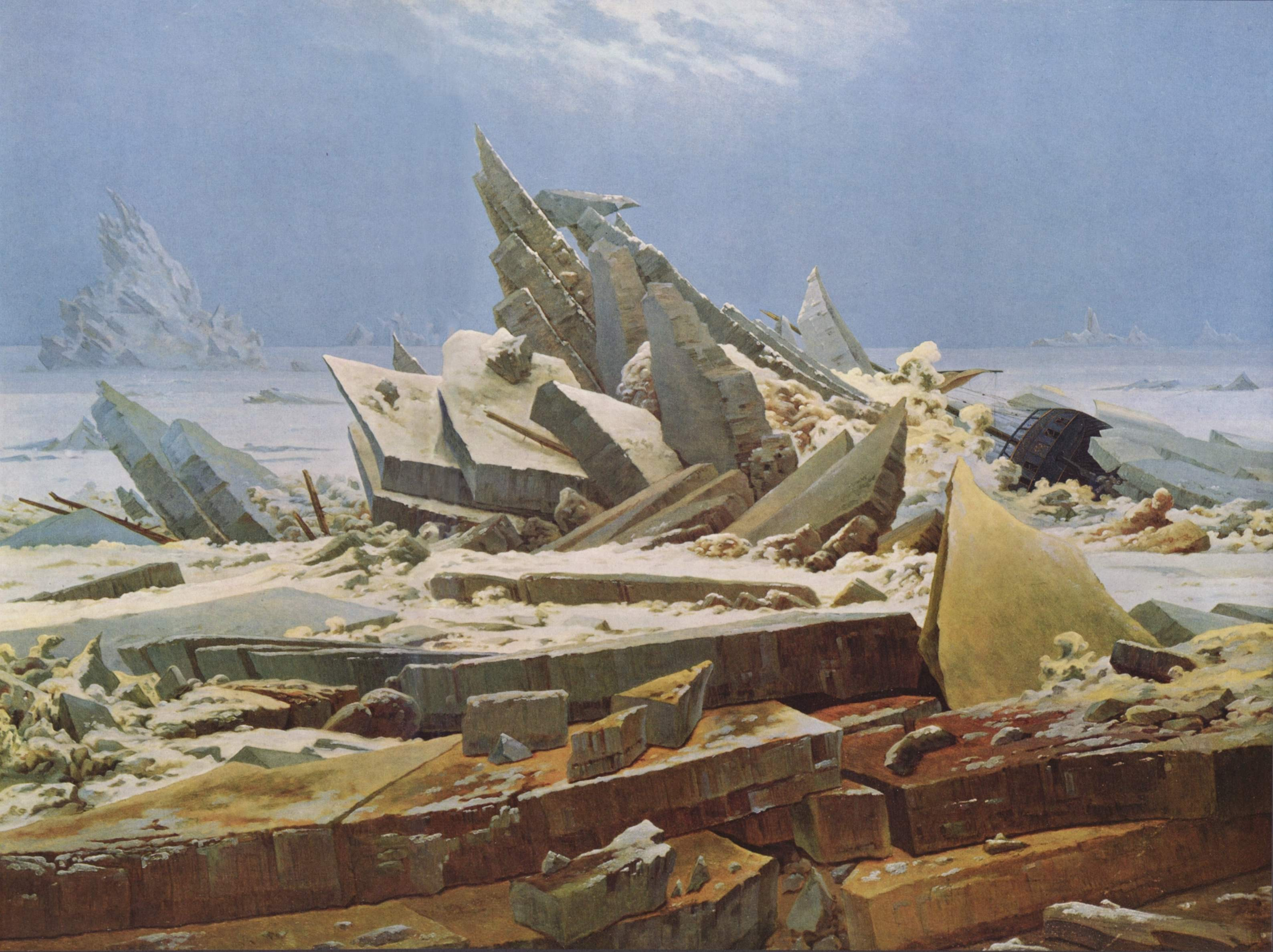
Caspar David Friedrich: Das Eismeer, 1823/24

### Künstler und Agrigent
Mit seinem Gemälde stellt sich Friedrich, ob gewollt oder nicht, in die klassizistische Tradition der Agrigent-Motive deutscher Künstler. Jacob Philipp Hackert malte 1778 den Junotempel in klassizistischer Manier mit viel Staffage. Friedrichs romantische Aufnahme des Junotempels fand allerdings keine Nachahmer. Bis zum Beginn des 20. Jahrhunderts hält sich die klassizistische Weise der Darstellung. Das zeigen 1841 Das Tal der Tempel von Agrigent von Alexander Herrmann, 1857 der Concordia-Tempel von Agrigento von Leo von Klenze oder 1913 ein Dorischer Tempel in Agrigent von Hans von Bartels.

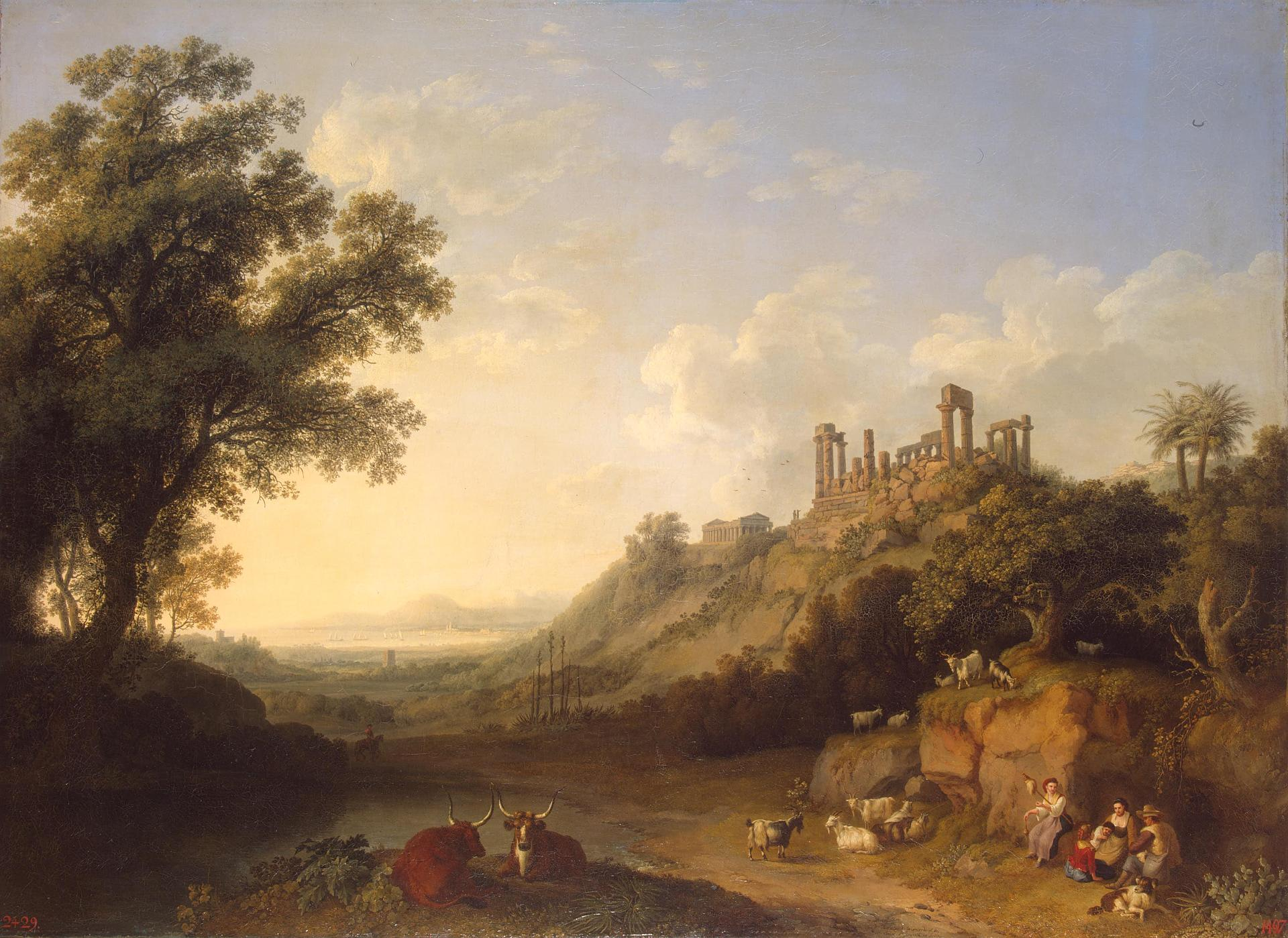
Jacob Philipp Hackert: Landschaft mit Tempelruinen auf Sizilien (Tal der Tempel, Agrigent), 1778
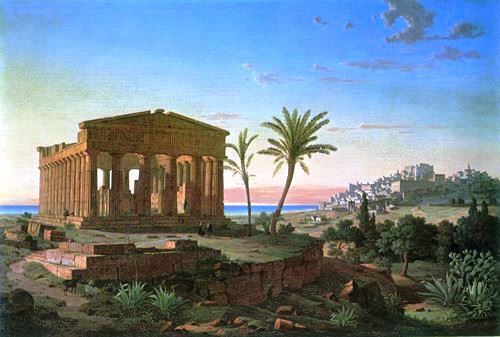
Leo von Klenze: Der Concordia-Tempel von Agrigento, 1857
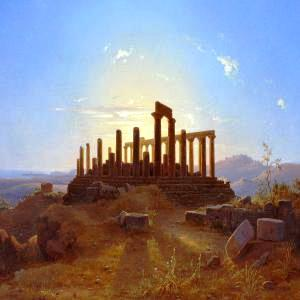
Alexander Hermann: Der Tempel von Agrigent, 1841
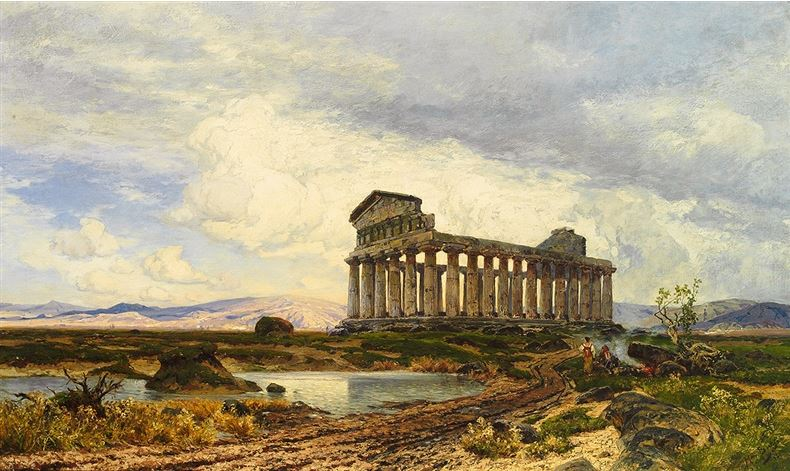
Hans von Bartels: Dorischer Tempel in Agrigent, 1913

## Rezeption
Der Rügener Pastor Theodor Schwarz schrieb 1834 unter dem Pseudonym Theodor Melas den Roman Erwin von Steinbach oder der Geist der deutschen Baukunst. Der Autor stellt der Romanfigur, dem Dombaumeister Erwin von Steinbach, einen Maler namens Kaspar zu Seite, der in seinem Charakter und in seiner Biografie dicht bei Caspar David Friedrich ist. Maler und Pastor waren gute Freunde. Schwarz entwickelt die Reise der Protagonisten in den hohen Norden bis hinter den Polarkreis als Gegenprogramm zur obligatorischen Grand Tour der Künstler in Italien. Als konkreter Bezugspunkt ist der Tempel zu Grigenti in Sizilien gewählt. Hier wird der nördliche und südliche Topos der Kunst in der Weise verhandelt, wie man ihn bei Friedrich gut erahnen kann.

„Also wanderte ich durch dies üppige Land, und bleib ein Fremder in Italien, die Neuen hassend, die Alten bewundernd, doch keinen zum Vorbild nehmend. Je mehr ich sah und hörte von ihrer berauschenden Herrlichkeit, desto öder und einsamer ward es mir im Herzen, und ich sehnte mich zurück nach den deutschen Wäldern und Strömen, und nach einem nie gesehenen Heiligthum in der Natur, was irgendwo sich finden müsse.“

„Wollt Ihr nach dem wunderbaren Schwedenlande?“ rief Kaspar aus, „so ziehe ich mit Euch, das ist ja auch ein neues Band unter uns. Immer schon stand mein Sinn dahin; im hohen Norden, hoffe ich, wird mir manches Geheimnis in meiner Kunst sich offenbaren und ein unbekannter Trieb gestillt werden. […]“